# Ödeborgs kyrka
Ödeborgs kyrka är en kyrkobyggnad som sedan 2022 tillhör Färgelanda-Högsäters församling (tidigare Ödeborgs församling) i Karlstads stift. Den ligger i Ödeborg i Färgelanda kommun.

## Kyrkobyggnaden
Kyrkan uppfördes någon gång omkring år 1200. Senare förlängdes långhuset åt öster och nuvarande tresidiga kor tillkom. Troligen ägde förlängningen rum år 1699 eller möjligen år 1753. Vid en ombyggnad 1756 flyttades ingången från södra långsidan till västra kortsidan och nya och större fönster togs upp på norr- och sydsidorna. 1769 byggdes tornet. En klockstapel stod tidigare på kyrkogårdens sydvästra del, men den blåste ned någon gång före 1756. Från 1880-talet fram till 1920-talet hade man planer på att bygga en helt ny kyrka. Eftersom ekonomin var begränsad lades dock planerna ned. 1926 genomfördes istället en omfattande renovering då en ny sakristia byggdes vid korets södra sida. Kyrkorummets innertak byttes ut från ett platt trätak till ett välvt trätak.

## Inventarier

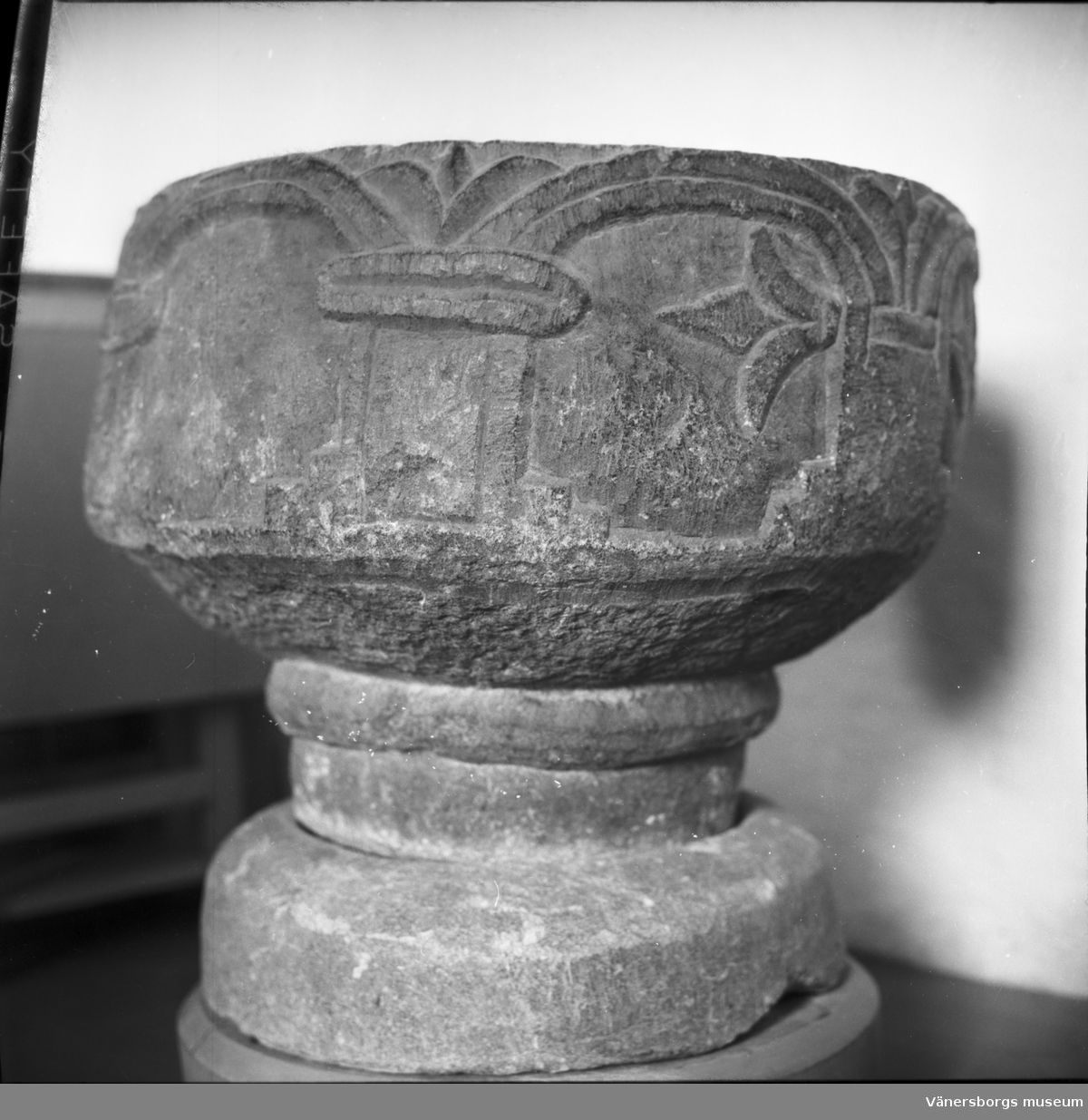
Dopfunten.

- Dopfunt av täljsten från 1200-talet. Höjd 63 cm i två delar. Cuppan har en kraftfull dekoration med sju arkadbågar och kolonner med fyrkantiga kapitäl. På ett ställe finns även ett inskuret kors. Foten är mycket enkel utan dekor. Uttömningshål finns i funtens mitt. Den är relativt väl bibehållen.[1] Den tillhör en grupp om tre funtar från Dalsland, jämte denna som är den förnämsta, de i Valbo-Ryrs kyrka och Erikstads kyrka, samt två i Bohuslän.[2]
- Predikstolen är från 1700-talet och saknar baldakin. Dess korg är femsidig och har målade evangelistporträtt på korgens yttersidor. 1926 flyttades predikstolen från norra sidan till den södra och hamnade bredvid den nya sakristian.
- I kyrktornet hänger tre klockor. Minsta klockan göts 1718.

### Orgel
- 1927 byggde M J & H Lindegren, Göteborg en orgel med 8 stämmor.
- Orgeln på läktaren i väster är tillverkad 1978 av Lindegren Orgelbyggeri AB, Göteborg. Den är mekanisk och har en ljudande fasad som är från 1978. Instrumentet, som har fjorton stämmor fördelade på två manualer och pedal. Den har ett tonomfång på 56/30 och omintonerades 2006 av A. Magnusson Orgelbyggeri AB.[3]

| Huvudverk I  | Svällverk II      | Pedal       | Koppel |
| Rörflöjt 8´  | Gedackt 8´        | Subbas 16´  | I/P    |
| Principal 4´ | Rörflöjt 4´       | Borduna 8´  | II/P   |
| Täckflöjt 4' | Principal 2'      | Koralbas 4' | II/I   |
| Valdflöjt 2' | Kvinta 1 1/3'     |             |        |
| Mixtur 3 kor | Dulcian 8'        |             |        |
|              | Tremulant         |             |        |
|              | Crescendosvällare |             |        |